# 사틀르구
사틀르구(아제르바이잔어: Saatlı rayonu)는 아제르바이잔 남동부에 위치한 구로 행정 중심지는 사틀르이며 면적은 1,180.4km2, 인구는 87,031명이다.